# جوناثان ماكيفوي
جوناثان ماكيفوي (بالإنجليزية: Jonathan McEvoy)‏ هو دراج بريطاني، ولد في 2 أغسطس 1989 في سانت هلنز في المملكة المتحدة.

## وصلات خارجية
- جوناثان ماكيفوي على موقع الاتحاد الدولي للدراجات (الإنجليزية)
- جوناثان ماكيفوي على موقع أرشيف الدراجات (الإنجليزية)
- جوناثان ماكيفوي على موقع إحصائيات الدراجات الإحترافية (الإنجليزية)
- جوناثان ماكيفوي على موقع نسبة الدراجات (الإنجليزية)